# Antonio Rueda
Antonio Rueda Galera (Granollers, Barcelona, 24 de octubre de 1963) es un exfutbolista y político.
Jugó como delantero en el Sant Andreu y en el Real Jaén, equipo con el que alcanzó la Segunda División, en la que se mantuvo durante dos temporadas. Habitualmente jugaba con el 7 a sus espaldas. Fue el segundo máximo goleador de la historia del Real Jaén C.F., consiguiendo el 13 de mayo de 2001 su gol número 100 como jugador de este club. En la temporada 2001-2002 fue el jugador en activo de mayor edad en Segunda División. 
Tras retirarse, se presentó a las elecciones municipales en 2003 por la lista del PP, y fue elegido concejal de deportes del Ayuntamiento de Jaén.
En el año 2007 se hizo cargo del Real Jaén B en el cual no llegó a terminar la temporada.

## Palmarés

### Campeonatos nacionales
| Título                     | Club      | País   | Año  |
| -------------------------- | --------- | ------ | ---- |
| Liga de Segunda División B | Real Jaén | España | 1999 |